# Список населённых пунктов Вытегорского района
В состав Вытегорского района входит 208 населённых пунктов, объединённых в 1 городское и 10 сельских поселений.
Ниже приведён список всех населённых пунктов района с указанием кодов ОКАТО и почтовых индексов. Жирным шрифтом выделены центры поселений. Также перечислены все почтовые отделения в соответствующих населённых пунктах.

## городВытегра
- 19 222 501 000 город Вытегра п/о 162900

## Алмозерское сельское поселение
- 19 222 804 002 / 162944 деревня Великий Двор
- 19 222 804 006 / 162944 село Верхний Рубеж
- 19 222 804 001 / 162944 посёлок Волоков Мост п/о 162944
- 19 222 856 002 / 162946 деревня Вотолино
- 19 222 856 003 / 162946 деревня Еремеевская
- 19 222 856 004 / 162946 деревня Ивановская
- 19 222 856 005 / 162946 деревня Карповская
- 19 222 856 006 / 162946 деревня Койбино
- 19 222 804 003 / 162944 деревня Конецкая
- 19 222 856 007 / 162946 деревня Кузьминка
- 19 222 856 008 / 162946 деревня Лойчино
- 19 222 856 001 / 162946 деревня Митино п/о 162946
- 19 222 804 004 / 162944 посёлок Новостройка п/о 162945
- 19 222 856 009 / 162946 деревня Рогозино
- 19 222 856 010 / 162946 деревня Семеновская
- 19 222 804 007 / 162944 деревня Средний Рубеж
- 19 222 804 008 / 162944 деревня Старое Петровское
- 19 222 804 005 / 162944 деревня Старцево
- 19 222 856 011 / 162946 деревня Степановская

## Андомское сельское поселение
- 19 222 808 001 / 162920 село Андомский Погост п/о 162920
- 19 222 808 002 / 162920 деревня Антоново
- 19 222 808 003 / 162920 деревня Березина
- 19 222 808 004 / 162920 деревня Великий Двор
- 19 222 836 003 / 162921 деревня Великий Двор
- 19 222 836 004 / 162921 деревня Веселково
- 19 222 860 002 / 162924 деревня Гневашевская
- 19 222 860 003 / 162924 деревня Гонгинская
- 19 222 808 005 / 162920 деревня Гонево
- 19 222 808 006 / 162920 деревня Гуляево
- 19 222 808 007 / 162920 деревня Демино
- 19 222 808 008 / 162920 деревня Деревягино
- 19 222 836 009 / 162921 деревня Желвачево
- 19 222 860 005 / 162924 деревня Калиновская
- 19 222 860 006 / 162924 деревня Климовская
- 19 222 808 009 / 162920 деревня Князево
- 19 222 860 007 / 162924 деревня Кожино
- 19 222 808 010 / 162920 деревня Коровкино
- 19 222 860 008 / 162924 деревня Кузнецово
- 19 222 808 011 / 162920 деревня Кюрзино
- 19 222 808 012 / 162920 деревня Ладина
- 19 222 860 009 / 162924 деревня Ларьково
- 19 222 836 001 / 162921 деревня Макачево п/о 162921
- 19 222 808 013 / 162920 деревня Маковская
- 19 222 808 014 / 162920 деревня Марино
- 19 222 808 015 / 162920 деревня Митрово
- 19 222 808 016 / 162920 деревня Михалево
- 19 222 860 010 / 162924 деревня Насонова
- 19 222 808 017 / 162920 деревня Новая Деревня
- 19 222 808 018 / 162920 деревня Новая Сельга
- 19 222 860 011 / 162924 деревня Озерное-Устье
- 19 222 808 019 / 162920 посёлок Озеро п/о 162924
- 19 222 860 012 / 162924 деревня Ольково
- 19 222 808 020 / 162920 деревня Опарино
- 19 222 836 011 / 162921 деревня Опово
- 19 222 860 013 / 162924 деревня Остров
- 19 222 860 014 / 162924 деревня Павликовская
- 19 222 860 015 / 162924 деревня Паново
- 19 222 860 016 / 162924 деревня Паньшино
- 19 222 836 012 / 162921 деревня Перевоз
- 19 222 808 021 / 162920 деревня Пирогово
- 19 222 808 022 / 162920 деревня Порог
- 19 222 808 023 / 162920 деревня Пустошь
- 19 222 808 024 / 162920 деревня Пытручей
- 19 222 808 025 / 162920 деревня Ребово
- 19 222 836 014 / 162921 деревня Рубцово
- 19 222 808 026 / 162920 деревня Руяково
- 19 222 836 016 / 162921 деревня Сидорово
- 19 222 808 028 / 162920 посёлок Сорокополье п/о 162923
- 19 222 808 029 / 162920 деревня Сорочье Поле
- 19 222 808 030 / 162920 деревня Спицыно
- 19 222 808 031 / 162920 деревня Терово
- 19 222 808 032 / 162920 деревня Трошигино индекс 162911
- 19 222 860 001 / 162924 деревня Тудозерский Погост
- 19 222 808 033 / 162920 деревня Устеново
- 19 222 860 018 / 162924 деревня Устье
- 19 222 836 018 / 162921 деревня Шлобино
- 19 222 860 019 / 162924 деревня Щекино

## Анненское сельское поселение
Почтовый индекс 162952, кроме отмеченных
- 19 222 812 002 село Александровское
- 19 222 812 001 село Анненский Мост п/о 162952
- 19 222 812 003 деревня Бадожский Погост или Бадожской погост
- 19 222 812 004 деревня Бессоново
- 19 222 812 005 деревня Конецкая
- 19 222 812 006 посёлок Костручей
- 19 222 812 007 деревня Кябелово или Кябелево
- 19 222 812 008 деревня Лоза
- 19 222 812 009 деревня Морозово
- 19 222 812 013 посёлок Павшозеро п/о 162951
- 19 222 812 010 деревня Рюмино
- 19 222 812 011 посёлок Ужла п/о 162953
- 19 222 812 012 деревня Якшино

## Анхимовское сельское поселение
Почтовый индекс 162930.
- 19 222 816 002 деревня Анхимово
- 19 222 816 003 деревня Бараново
- 19 222 816 001 посёлок Белоусово п/о 162930
- 19 222 816 004 деревня Ближняя Карданка
- 19 222 816 005 деревня Борисово
- 19 222 816 006 деревня Боярское
- 19 222 816 007 деревня Верхняя Кудома
- 19 222 816 009 деревня Ежезерский Погост
- 19 222 816 010 деревня Житное
- 19 222 816 011 деревня Замошье
- 19 222 816 012 деревня Захарьино п/о 162931
- 19 222 816 013 деревня Лема
- 19 222 816 014 деревня Митино
- 19 222 816 015 деревня Мошниковская
- 19 222 816 016 деревня Нижняя Кудома
- 19 222 816 017 деревня Никольская Гора
- 19 222 816 018 деревня Озерки
- 19 222 816 019 деревня Патрово
- 19 222 816 020 деревня Рахкова Гора
- 19 222 816 022 деревня Сперово
- 19 222 816 023 деревня Стансельга
- 19 222 816 024 деревня Ундозерский Погост
- 19 222 816 025 деревня Федоровская
- 19 222 816 026 деревня Шестово
- 19 222 816 027 деревня Щетинино

## Девятинское сельское поселение
Почтовый индекс 162936, кроме отмеченных.
- 19 222 820 002 посёлок Алексеевское
- 19 222 820 003 деревня Андреевская
- 19 222 820 004 деревня Белый Ручей
- 19 222 820 005 деревня Бродовская
- 19 222 820 006 деревня Великий Двор
- 19 222 820 001 село Девятины п/о 162936
- 19 222 820 007 посёлок Депо п/о 162940
- 19 222 820 008 деревня Куры
- 19 222 820 009 деревня Марково
- 19 222 820 010 посёлок Новинки
- 19 222 820 011 деревня Савино
- 19 222 820 013 посёлок Северный
- 19 222 820 014 деревня Ялосарь
- 19 222 870 001 посёлок Янишево п/о 162948

## Казаковское сельское поселение
Почтовый индекс 162911.
- 19 222 824 005 деревня Голяши
- 19 222 824 007 деревня Ежины
- 19 222 824 009 деревня Кондушский Погост или Кондуши, возможно, п/о 162919
- 19 222 824 012 деревня Кюршево
- 19 222 824 014 деревня Мостовая
- 19 222 824 016 деревня Новинка
- 19 222 824 017 деревня Озерное Устье
- 19 222 824 019 деревня Палозеро
- 19 222 824 001 деревня Палтога п/о 162911
- 19 222 824 030 деревня Трутнево

## Кемское сельское поселение
Почтовый индекс 162965.
- 19 222 828 002 деревня Агафоновская
- 19 222 828 003 деревня Анциферовская
- 19 222 828 004 деревня Артюнино
- 19 222 828 005 деревня Борисово
- 19 222 828 006 деревня Великий Двор
- 19 222 828 007 деревня Деминская
- 19 222 828 008 деревня Дудинская или Дудинское
- 19 222 828 009 деревня Евсинская
- 19 222 828 010 деревня Елинская
- 19 222 828 011 деревня Ераково
- 19 222 828 012 деревня Ерчино
- 19 222 828 013 деревня Иваковская
- 19 222 828 014 деревня Игнатово
- 19 222 828 015 деревня Ильина
- 19 222 828 016 деревня Кабецово
- 19 222 828 017 деревня Кузнецово
- 19 222 828 018 деревня Кузьминская
- 19 222 828 019 деревня Матвеево
- 19 222 828 020 посёлок Мирный п/о 162961
- 19 222 828 021 деревня Мироново
- 19 222 828 022 деревня Новая
- 19 222 828 023 деревня Панкратово п/о 162965
- 19 222 828 001 деревня Прокшино п/о 162964
- 19 222 828 024 деревня Прячево
- 19 222 828 025 деревня Степановская
- 19 222 828 026 деревня Татариха

## Мегорское сельское поселение
- 19 222 840 002 / 162914 деревня Быково
- 19 222 840 003 / 162914 посёлок Васюковские Острова
- 19 222 840 004 / 162914 деревня Верхнее Понизовье
- 19 222 840 005 / 162914 деревня Верховье
- 19 222 832 005 / 162915 деревня Голяши
- 19 222 840 006 / 162914 деревня Гора
- 19 222 832 001 / 162915 село Коштуги п/о 162915
- 19 222 840 008 / 162914 деревня Ларшина
- 19 222 840 011 / 162914 деревня Лема
- 19 222 840 001 / 162914 село Мегра п/о 162914
- 19 222 832 011 / 162916 посёлок Межозерье п/о 162916
- 19 222 840 010 / 162914 деревня Нижнее Понизовье
- 19 222 832 022 / 162915 деревня Пустошь
- 19 222 832 021 / 162911 деревня Сяргозеро

## Оштинское сельское поселение
Почтовый индекс 162910, кроме отмеченных
- 19 222 844 025 деревня Верхняя Водлица индекс 162912
- 19 222 844 006 посёлок Горный Ручей индекс 162913
- 19 222 844 009 деревня Карданга
- 19 222 844 010 деревня Кедра
- 19 222 844 013 деревня Курвошский Погост
- 19 222 844 026 деревня Нижняя Водлица индекс 162914
- 19 222 844 001 село Ошта п/о 162910
- 19 222 844 020 деревня Ручей
- 19 222 844 021 деревня Симаново

## Саминское сельское поселение
Почтовый индекс 162926.
- 19 222 852 002 деревня Анциферово
- 19 222 852 003 деревня Берег
- 19 222 852 004 деревня Вашуково или Варшуково
- 19 222 852 005 деревня Загородская
- 19 222 852 006 деревня Каньшино
- 19 222 852 007 деревня Крюковская
- 19 222 852 008 деревня Лахново
- 19 222 852 009 деревня Лечино
- 19 222 852 010 деревня Мишино
- 19 222 852 011 деревня Никулино
- 19 222 852 012 посёлок Октябрьский п/о 162927
- 19 222 852 013 деревня Пигарево
- 19 222 852 001 деревня Саминский Погост или Самино, п/о 162926
- 19 222 852 014 деревня Силово
- 19 222 852 015 деревня Тикачево
- 19 222 852 016 деревня Титово
- 19 222 852 017 деревня Усть-Пажье или Устье-Пажье
- 19 222 852 018 деревня Чеково